# Speicher Im Dorfe 11

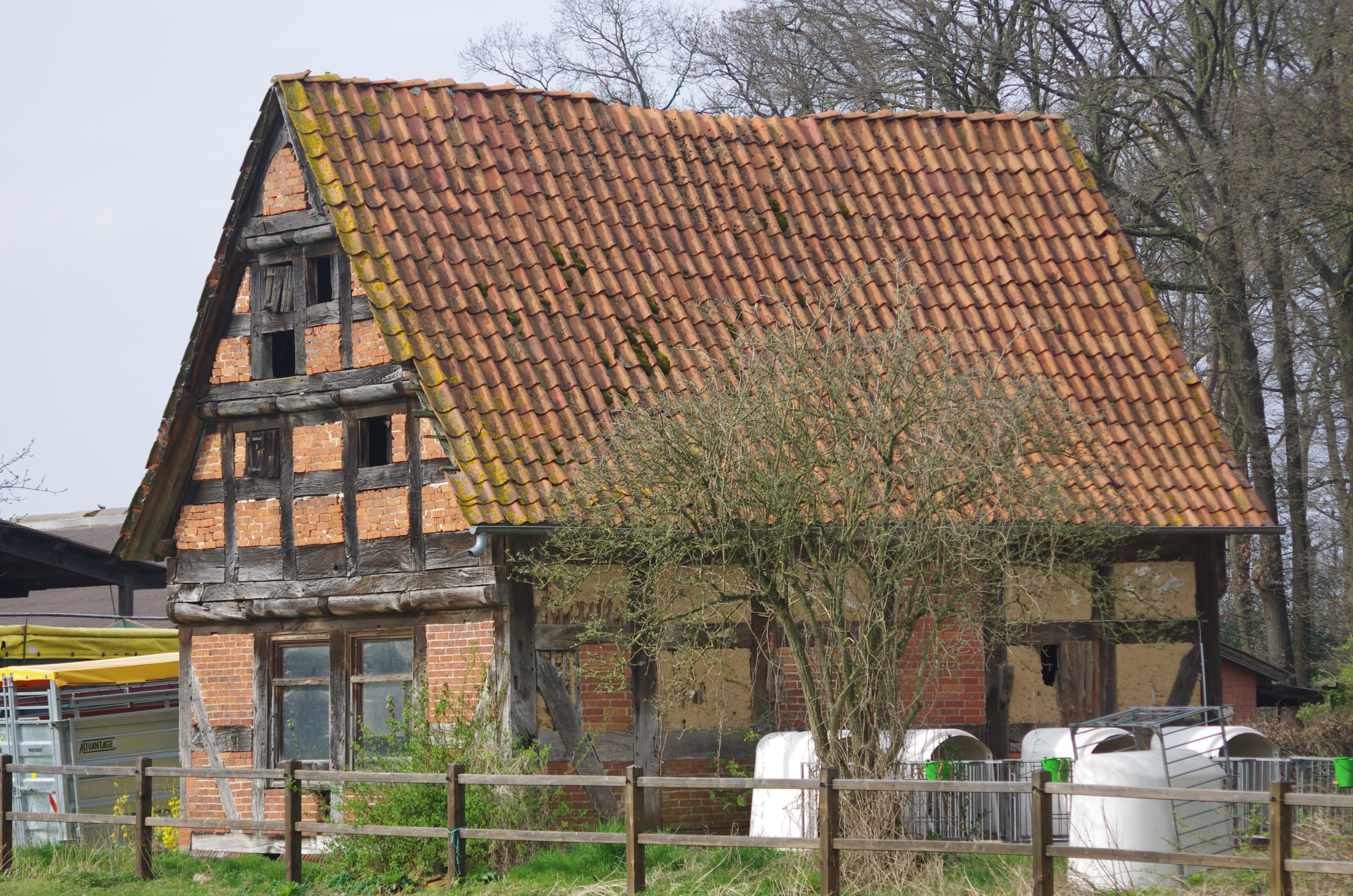
Speicher, Im Dorfe 11

Der Speicher Im Dorfe 11 in Balge-Holzbalge in der niedersächsischen Samtgemeinde Weser-Aue stammt aus dem 18. Jahrhundert.
Aktuell (2023) wird das Haus nicht genutzt.
Das Gebäude steht unter Denkmalschutz (siehe auch Liste der Baudenkmale in Balge).

## Beschreibung
Das eingeschossige Gebäude von 1713 ist ein Fachwerkhaus mit Steinausfachungen sowie mit Satteldach, Hochrähm mit eingezapften Ankerbalken und vorkragendem Giebel mit gerundeten Balkenköpfen und Füllhölzern.
Das unsanierte Haus gehört zu einer neueren Hofanlage.
Das Landesdenkmalamt befand: „… geschichtliche Bedeutung … durch beispielhafte Ausprägung eines Speichergebäudes …“